# اسکیلیروزید
اسکیلیروزید (به انگلیسی: Scilliroside) با فرمول شیمیایی C32H44O12 یک ترکیب شیمیایی با شناسه پاب‌کم 5275520 است. که جرم مولی آن ۶۲۰٫۶۸۵ گرم بر مول می‌باشد. 